# نووا اودسا (سائو پائولو)
نووا اودسا (به پرتغالی: Nova Odessa) یک منطقهٔ مسکونی در برزیل است که در ایالت سائو پائولو واقع شده‌است. نووا اودسا ۷۳٫۷۹ کیلومتر مربع مساحت و ۵۶٬۷۶۴ نفر جمعیت دارد و ۵۷۰ متر بالاتر از سطح دریا واقع شده‌است.

## خواهرخوانده
شهر یلگاوا خواهرخواندهٔ نووا اودسا (سائو پائولو) هست.